# Kyng
Kyng è un gruppo heavy metal statunitense.

## Storia
Il gruppo è stato formato da Eddie Veliz, Tony Castaneda e Pepe Clarke nel 2008. Il 27 settembre 2011 il gruppo ha pubblicato l'album di debutto Trampled Sun con l'etichetta Realid Records. Dall'album sono stati estratti i singoli Falling Down e I Don't Believe, che hanno raggiunto rispettivamente la posizione 30 e 35 nella classifica Mainstream Rock Songs della rivista Billboard, e Bleed Easy.
Nell'agosto 2013 il gruppo ha firmato un contratto con la Razor & Tie Records e il 15 aprile 2014 viene pubblicato Burn the Serum, prodotto da James Rota e Andrew Alekel. Dall'album sono stati estratti i singoli Electric Halo, che ha raggiunto la posizione 25 della classifica Mainstram Rock Songs, Self-Medicated Man e Sewn Shut.
Il 7 ottobre 2016 viene pubblicato Braethe in the Water, secondo album in studio con l'etichetta Razor & Tie.

## Formazione
- Eddie Veliz – voce, chitarra (2008-presente)
- Tony Castaneda – basso, cori (2008-presente)
- Pepe Clarke – batteria (2008-presente)

## Discografia

### Album in studio
- 2011 – Trampled Sun
- 2014 – Burn the Serum
- 2016 – Breathe in the Water